# Libnotes falcata
Libnotes falcata là một loài ruồi trong họ Limoniidae. Chúng phân bố ở miền Australasia.